# Фуертевентура (аеропорт)
Аеропорт Фуертевентура, також відомий як аеропорт Ель-Маторраль (ісп. Aeropuerto de Fuerteventura (IATA: FUE, ICAO: GCFV)), — аеропорт, що обслуговує іспанський острів Фуертевентура. Розташований у Ель-Маторраль, за 5 км  на південний захід від столичного міста Пуерто-дель-Росаріо. Аеропорт має рейси на понад 80 напрямків по всьому світу, в 2016 році пасажирообіг склав понад 5,6 млн. пасажирів.

## Термінал
Аеропорт має один сучасний, комфортний термінал. Будівля терміналу має 2 поверхи (нульовий та перший) загальною площею 93 000 м². У сучасній будівлі передбачено 65 стійок реєстрації та є 24 виходи на посадку. Крім того, аеропорт Фуертевентура пропонує широкий перелік послуг: крамниці та ресторани, прокат авто і медпункт, банківські установи та пункти обміну валют, камери схову і зручну парковку, туристичне бюро і дитячий ігровий майданчик.

## Авіалінії та напрямки

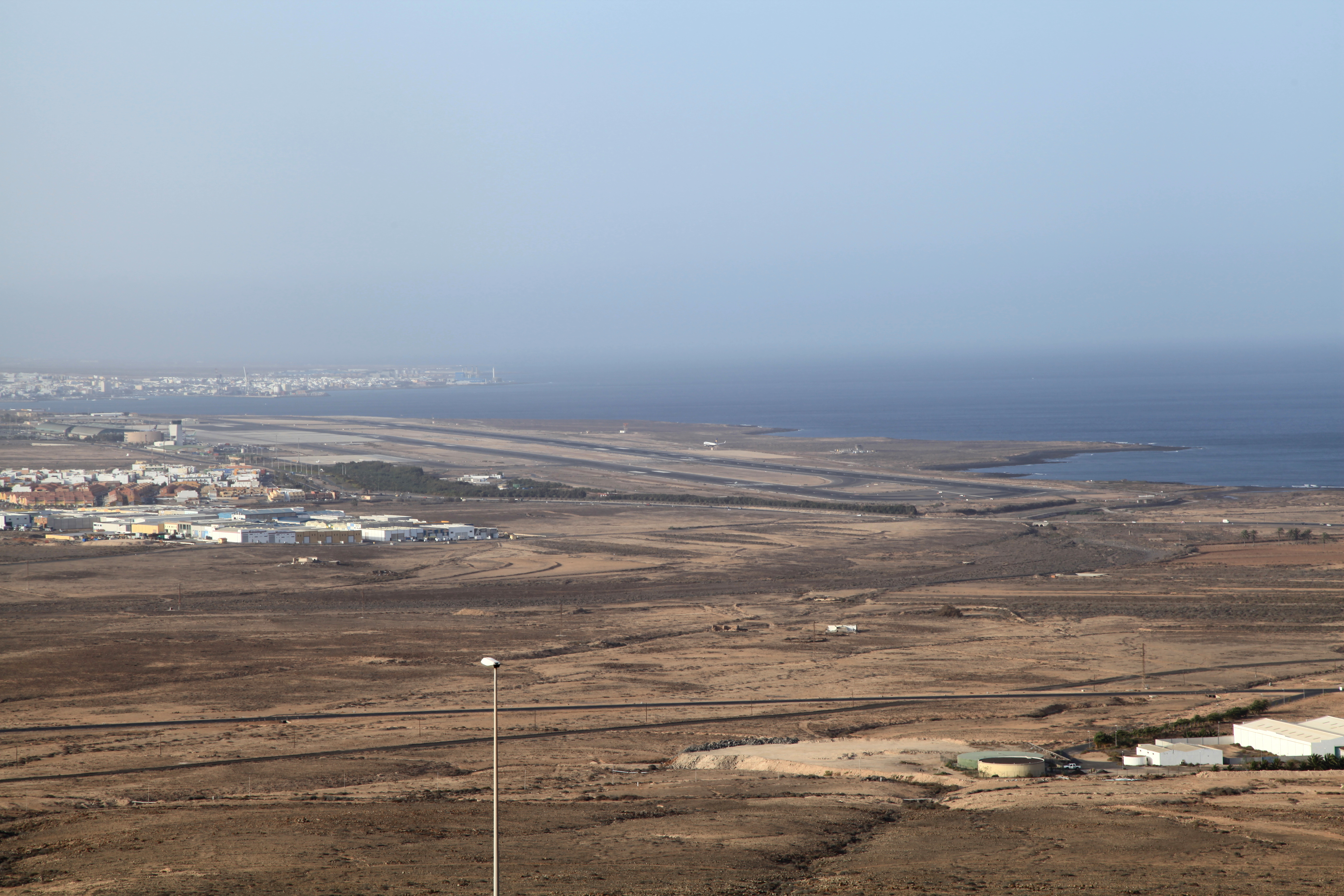
Вигляд з висоти пташиного польоту

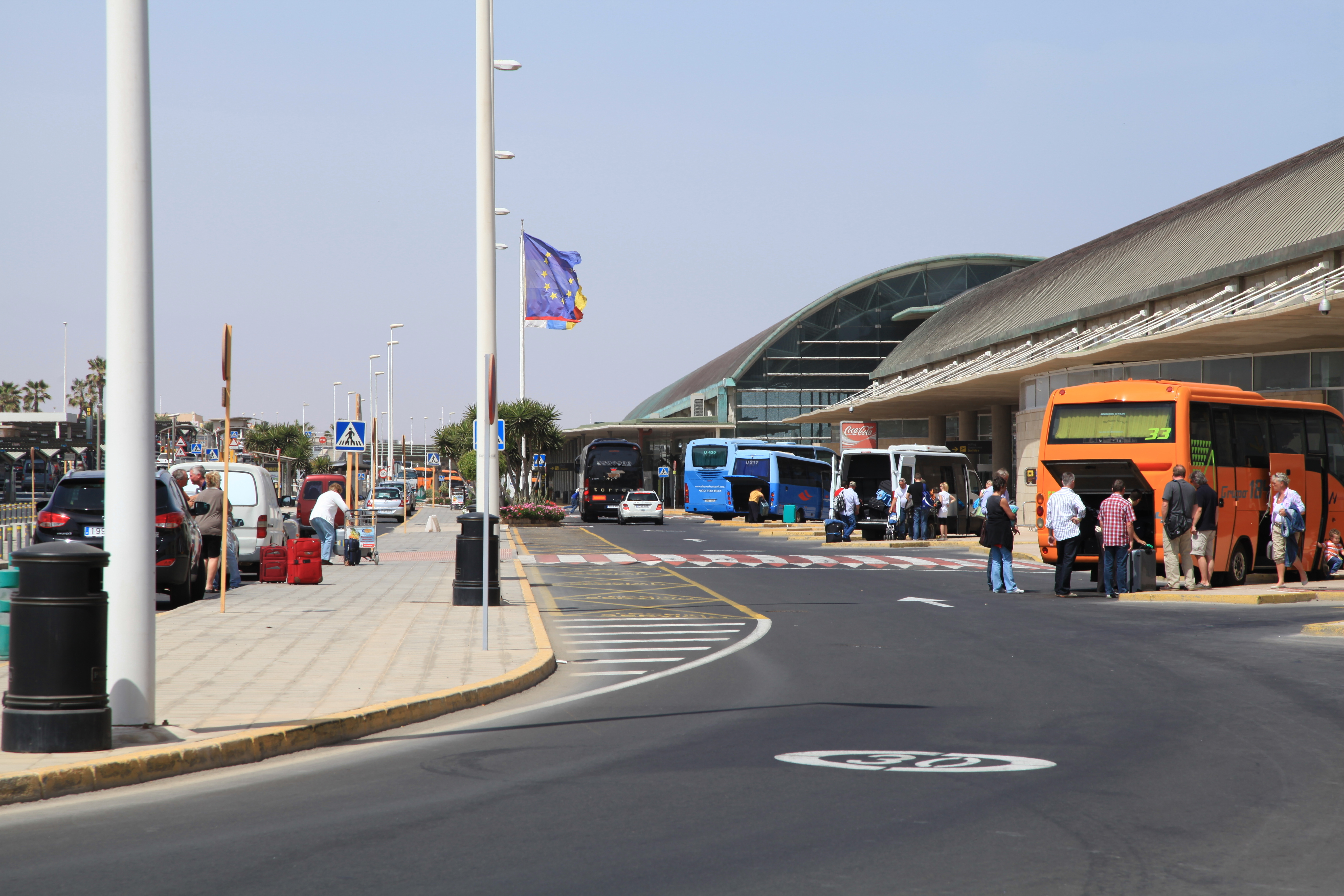
Екстер'єр терміналу

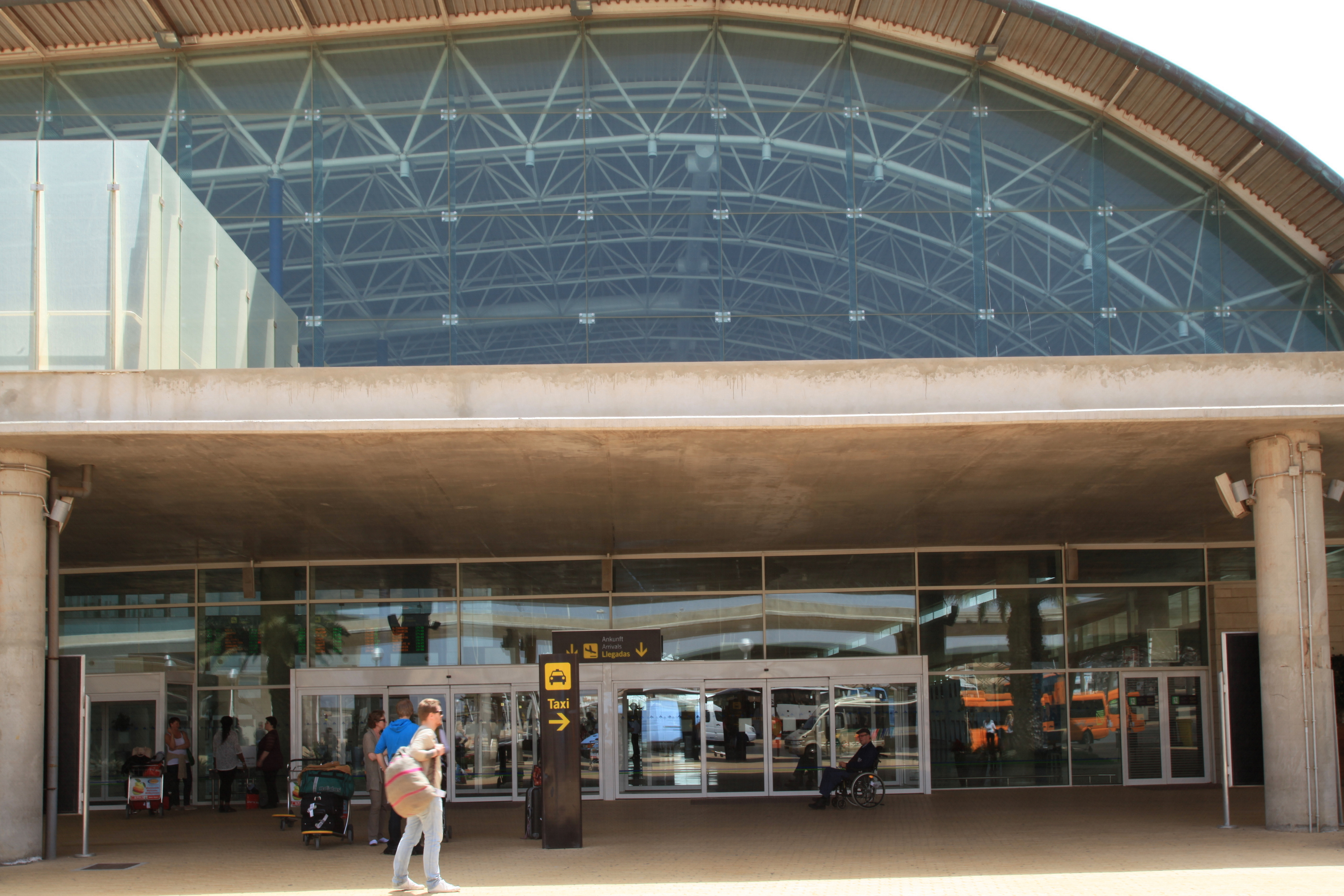
Екстер'єр терміналу

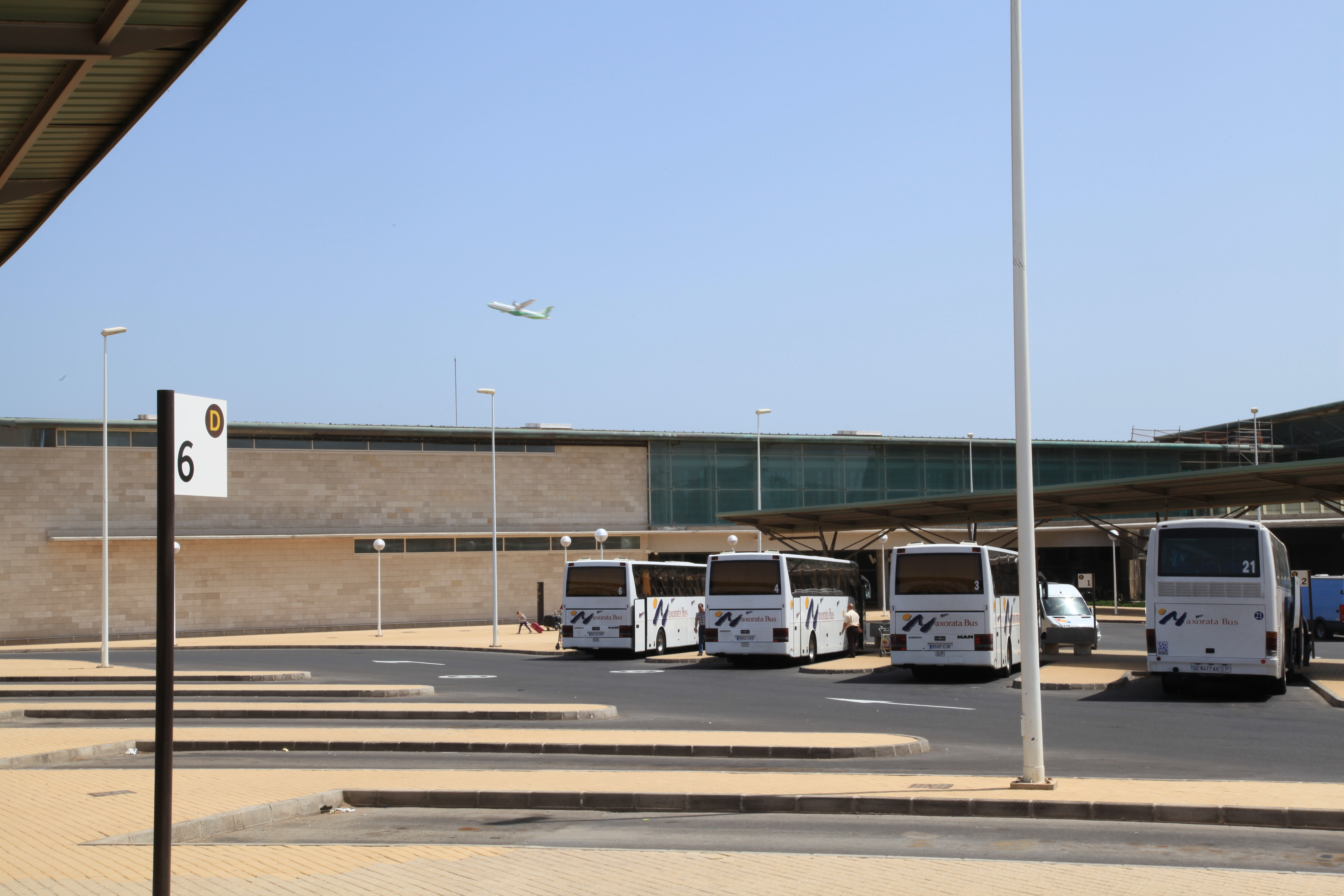
Екстер'єр терміналу

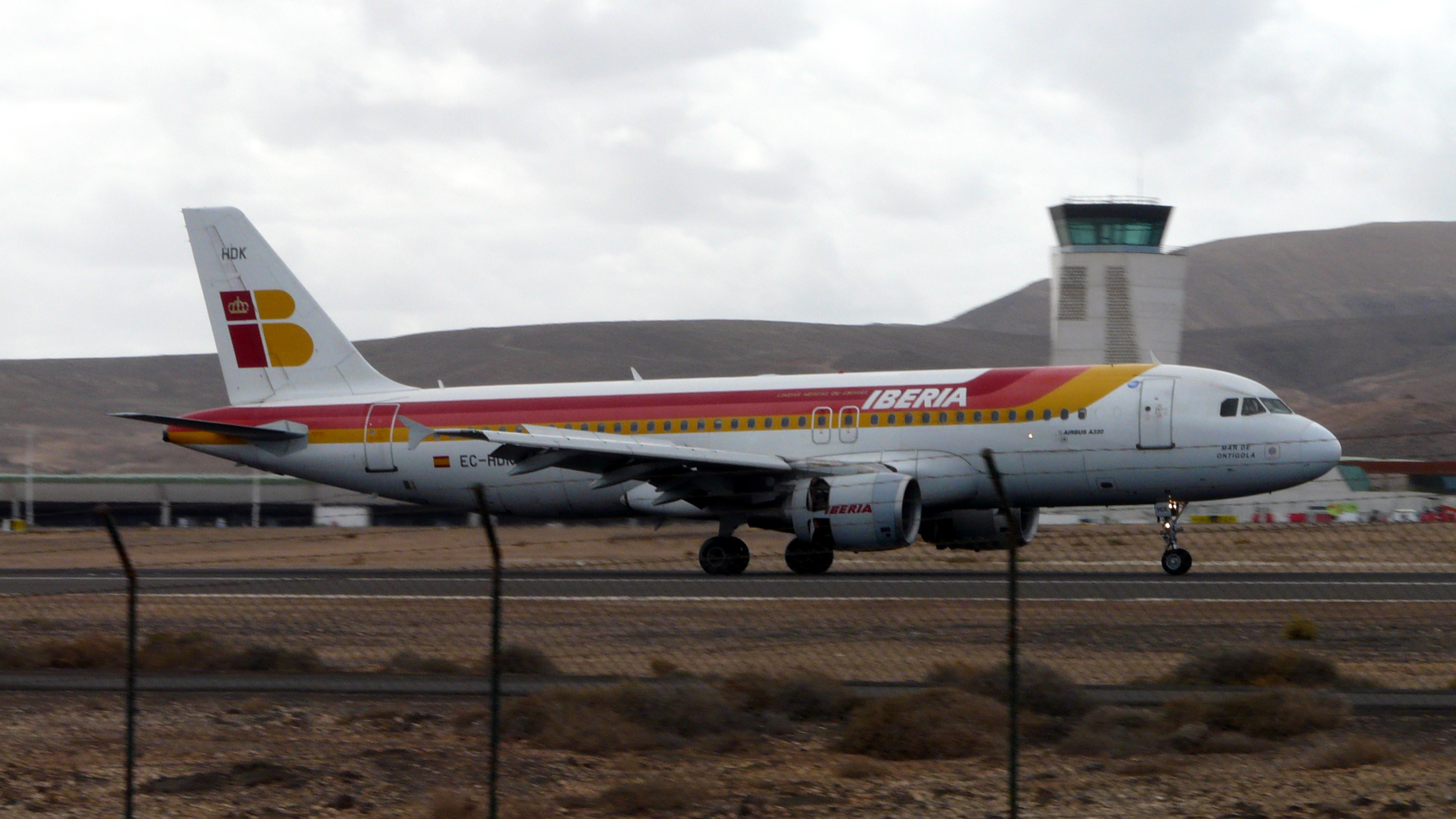
Iberia Airbus A320

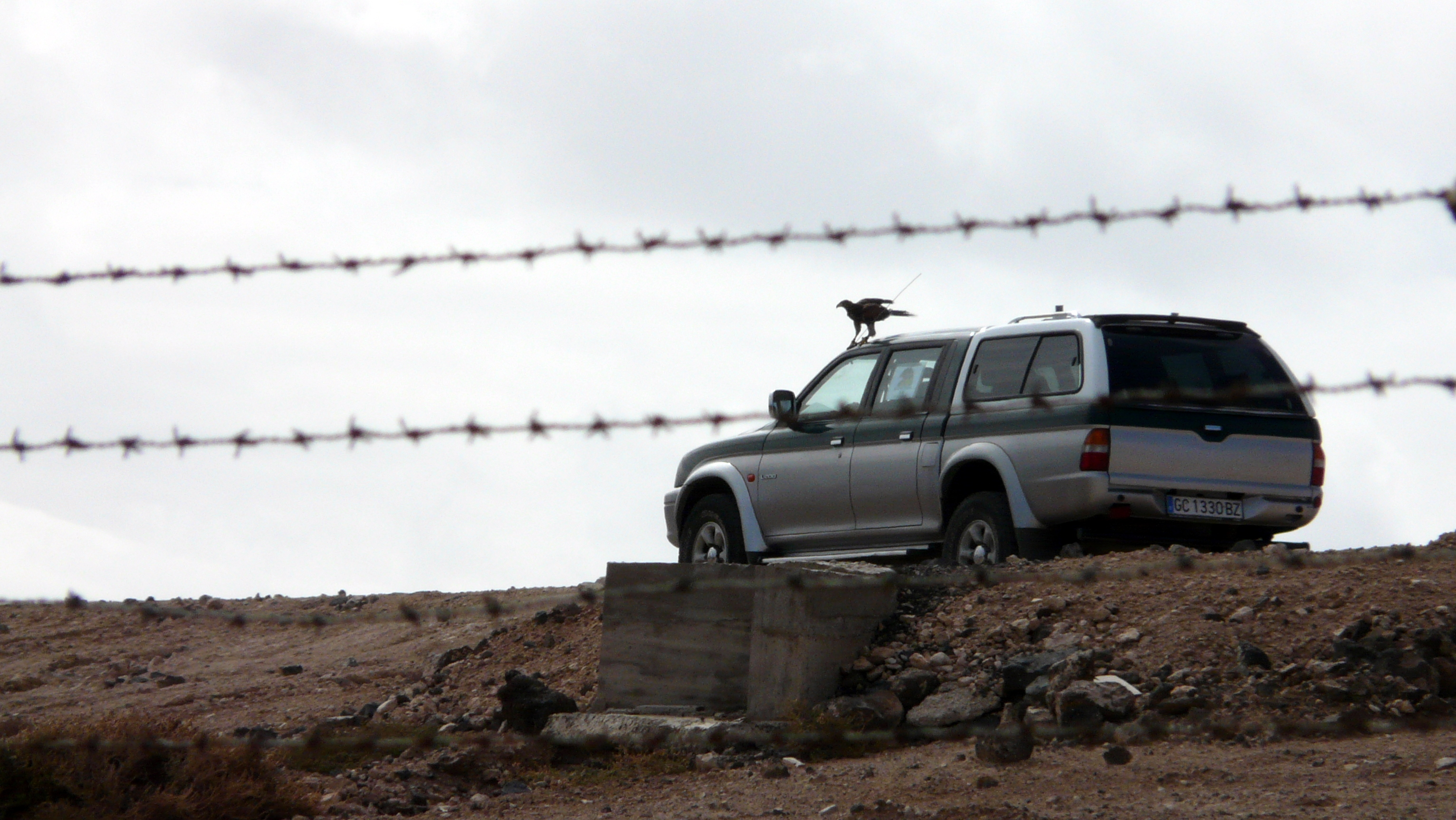
Cetrery car to disperse birds

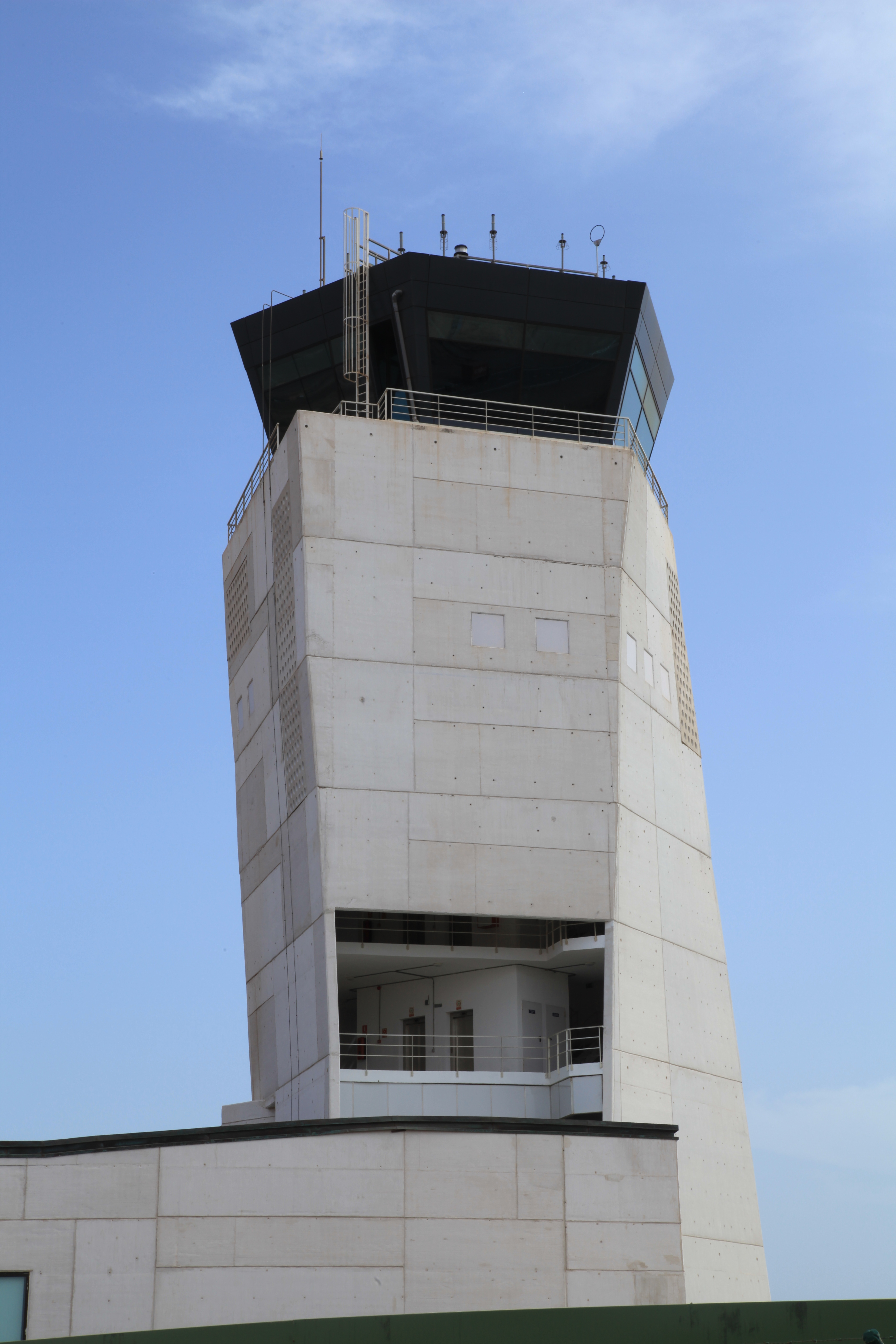
Диспечерська вежа

| Авіакомпанія                     | Пункт призначення |
| -------------------------------- | --- |
| Aer Lingus                       | Дублін |
| Air Europa                       | Астурія, Барселона, Більбао, Малага, Мадрид, Сантьяго-де-Компостела |
| Air Europa Express               | Гран-Канарія |
| AlbaStar                         | Сезонний чартер: Мілан–Мальпенса |
| Atlantic Airways                 | Біллунн |
| Austrian Airlines                | Сезонний: Відень |
| ASL Airlines France              | Сезонний чартер: Брест-Бретань, Нант, Париж–Шарль де Голль |
| Atlantic Airways                 | Біллунн |
| Azur Air (Germany)               | Чартер: Дюссельдорф, Мюнхен |
| Binter Canarias                  | Гран-Канарія, Тенерифе-Північний |
| British Airways                  | Лондон–Гатвік |
| Brussels Airlines                | Брюссель |
| CanaryFly                        | Гран-Канарія, Тенерифе-Північний |
| Condor                           | Дюссельдорф, Франкфурт, Гамбург, Ганновер, Лейпциг/Галле, Манчестер, Мюнхен, Штутгарт |
| Corendon Airlines                | Сезонний: Кельн/Бонн (з 5 травня 2019), Мюнстер/Оснабрюк (з 15 травня 2019) |
| Corendon Dutch Airlines          | Амстердам |
| easyJet                          | Берлін–Тегель, Бристоль, Ліверпуль, Лондон–Гатвік Сезонний: Амстердам, Белфаст, Гамбург, Ліон, Мілан–Мальпенса, Париж–Шарль де Голль |
| easyJet Switzerland              | Базель-Мюлуз-Фрайбург Сезонний: Женева |
| Edelweiss Air                    | Цюрих |
| Eurowings                        | Кельн/Бонн, Дюссельдорф, Гамбург, Мюнхен, Нюрнберг, Зальцбург, Відень |
| Enter Air                        | Сезонний чартер: Гданськ, Катовиці, Познань, Варшава–Шопен, Вроцлав |
| Finnair                          | Гельсінкі |
| Germania Flug                    | Сезонний: Цюрих |
| Iberia Regional                  | Малага, Сантьяго-де-Компостела, Севілья, Валенсія |
| Iberia Express                   | Мадрид |
| Jet Time                         | Сезонний чартер: Біллунн, Копенгаген, Гетеборг, Гельсінкі, Еребру |
| Jet2.com                         | Белфаст, Бірмінгем, Східний Мідландс, Единбург, Глазго, Лідс/Бредфорд, Лондон–Станстед, Манчестер, Ньюкасл |
| Laudamotion                      | Сезонний: Берлін-Тегель (завершення 30 березня 2019),, Дюссельдорф |
| Lufthansa                        | Сезонний: Мюнхен |
| Luxair                           | Люксембург |
| Neos                             | Болонья, Мілан–Мальпенса Рим–Ф'юмічіно, Верона |
| Norwegian Air Shuttle            | Стокгольм–Арланда, Лондон–Гатвік, Осло–Гардермуен |
| Novair                           | Біллунн, Копенгаген, Стокгольм–Арланда, Гельсінкі Сезонний: Гетеборг, Карлстад, Мальме, Осло–Гардермуен, Ставангер, Векше |
| Privilege Style                  | Лісабон, Порту |
| Ryanair                          | Барселона, Бергамо, Берлін–Шенефельд, Берлін–Тегель, Бірмінгем, Бремен, Брюссель-Шарлеруа, Дублін, Дюссельдорф, Східний Мідландс, Единбург, Лідс/Бредфорд, Ліверпуль, Лондон–Станстед, Мадрид, Манчестер, Піза, Глазго-Прествік, Шаннон, Севілья, Варшава-Модлін, Веце Сезонний: Лондон–Лутон |
| Scandinavian Airlines            | Біллунн, Копенгаген, Лулео, Стокгольм–Арланда |
| SmartLynx Airlines               | Сезонний чартер: Рига |
| Smartlynx Airlines Estonia       | Сезонний чартер: Таллінн |
| SmartWings                       | Брно, Острава, Прага, Вільнюс |
| Smartwings Poland                | Seasonal: Варшава–Шопен Сезонний чартер: Гданськ, Катовиці, Краків, Лодзь, Люблін, Познань, Вроцлав |
| Sundair                          | Сезонний чартер: Берлін-Тегель, Кассель |
| Thomas Cook Airlines             | Бірмінгем, Східний Мідландс, Лондон–Гатвік, Лондон–Станстед, Манчестер, Ньюкасл Сезонний: Абердин, Белфаст, Бристоль, Глазго |
| Thomas Cook Airlines Scandinavia | Сезонний чартер: Біллунн, Копенгаген, Гетеборг, Стокгольм–Арланда |
| Transavia                        | Амстердам |
| TUI Airways                      | Бірмінгем, Східний Мідландс, Лондон–Гатвік, Манчестер Сезонний: Бристоль, Лондон–Лутон, Лондон–Станстед |
| TUI fly Belgium                  | Брюссель, Лілль, Ліон, Нант, Париж–Шарль де Голль, Париж–Орлі, Страсбург, Тулуза |
| TUI fly Deutschland              | Базель-Мюлуз-Фрайбург, Берлін–Тегель, Кельн/Бонн, Дюссельдорф, Франкфурт, Ганновер, Мюнхен, Саарбрюккен, Штутгарт |
| TUI fly Netherlands              | Амстердам, Ейндговен, Роттердам |
| TUI fly Nordic                   | Сезонний чартер: Стокгольм–Арланда |
| Volotea                          | Бордо, Марсель, Нант, Тулуза |
| Vueling                          | Амстердам, Барселона, Більбао, Малага, Париж–Шарль де Голль, Сантьяго-де-Компостела, Севілья |
| White Airways                    | Лісабон, Ліон, Нант, Париж–Шарль де Голль, Порту |
| Wizz Air                         | Будапешт (завершення 24 березня 2019), Катовиці (з 25 квітня 2019) |

## Статистика
|                         | Пасажирообіг | Авіатрафік | Вантажообіг (тонн) |
| ----------------------- | ------------ | ---------- | ------------------ |
| 2000                    | 3,467,614    | 31,663     | 4,487              |
| 2001                    | 3,577,638    | 30,471     | 3,837              |
| 2002                    | 3,620,576    | 32,520     | 3,712              |
| 2003                    | 3,919,224    | 39,695     | 3,694              |
| 2004                    | 3,917,109    | 39,865     | 3,639              |
| 2005                    | 4,071,875    | 40,415     | 3,178              |
| 2006                    | 4,458,711    | 44,044     | 3,196              |
| 2007                    | 4,629,877    | 44,870     | 3,127              |
| 2008                    | 4,492,003    | 44,552     | 2,722              |
| 2009                    | 3,738,492    | 36,429     | 1,913              |
| 2010                    | 4,173,686    | 39,437     | 1,710              |
| 2011                    | 4,948,018    | 44,551     | 1,557              |
| 2012                    | 4,399,023    | 37,772     | 1,214              |
| 2013                    | 4,259,341    | 35,498     | 1,022              |
| 2014                    | 4,764,632    | 40,066     | 978                |
| 2015                    | 5,027,415    | 39,307     | 937                |
| 2016                    | 5,676,323    | 45,456     | 945                |
| 2017                    | 6,049,291    | 48,216     | 946                |
| 2018                    | 6,118,893    | 51,541     | 874                |
| Source: Aena Statistics |              |            |                    |